# Morton (Washington)
Morton az Amerikai Egyesült Államok északnyugati részén, Washington állam Lewis megyéjében elhelyezkedő város. A 2010. évi népszámlálási adatok alapján 1126 lakosa van.
A település névadója Benjamin Harrison alelnöke, Levi P. Morton. Morton 1913. január 6-án kapott városi rangot. A helységet az 1850-es években a „világ faalj-fővárosának” nevezték.
A favágók jubileumát az 1930-as évek óta rendezik meg.
A város iskoláinak fenntartója a Mortoni Tankerület.

## Éghajlat
A város éghajlata mediterrán (a Köppen-skála szerint Csb).

## Népesség
A 2010-es népszámláláskor a városnak 1126 lakója, 461 háztartása és 283 családja volt. A népsűrűség 528,6 fő/km2. A lakóegységek száma 535, sűrűségük 251,2 db/km2. A lakosok 94,2%-a fehér, 0,5%-a afroamerikai, 1,2%-a indián, 0,6%-a ázsiai,  1,8%-a egyéb, 1,6%-a pedig kettő vagy több etnikumú. A spanyol vagy latino származásúak aránya 2,9% (   )
A háztartások 26,2%-ában élt 18 évnél fiatalabb. 43,4% házas, 11,3% egyedülálló nő, 6,7% egyedülálló férfi, 38,6% pedig nem család. 29,9% egyedül élt; 17,3%-uk 65 éves vagy idősebb. Egy háztartásban átlagosan 2,31 személy élt; a családok átlagmérete 2,83 fő.
A medián életkor 46,3 év volt. A város lakóinak 20,3%-a 18 évesnél fiatalabb, 8,2% 18 és 24 év közötti, 19,5%-uk 25 és 44 év közötti, 25,8%-uk 45 és 64 év közötti, 26,2%-uk pedig 65 éves vagy idősebb. A lakosok 48,1%-a férfi, 51,9%-a pedig nő.

## Nevezetes személyek
- Bill Bryant, politikus[15]
- Brandy Clark, énekes-dalszerző[16]
- Buzz Osborne, gitáros[17]

## Fordítás
- Ez a szócikk részben vagy egészben  a   Morton, Washington című angol Wikipédia-szócikk ezen változatának fordításán alapul.  Az eredeti cikk szerkesztőit annak laptörténete sorolja fel. Ez a jelzés csupán a megfogalmazás eredetét és a szerzői jogokat jelzi, nem szolgál a cikkben szereplő információk forrásmegjelöléseként.